# Dainis Liepiņš
Dainis Liepiņš (en russe Д. Лиепиньш), né le 13 août 1962 et mort le 27 novembre 2020, est un coureur cycliste letton et soviétique qui au début des années 1980 obtint plusieurs titres mondiaux de cyclisme sur piste dans la catégorie "juniors".

## Palmarès sur piste
- 1979
  -  Champion du monde de poursuite par équipes juniors (avec Gadis Liepiņš, Vladimir Baluk et Yuri Petrov[3])
- 1980
  -  Champion du monde de poursuite individuelle juniors
  -  Champion du monde de poursuite par équipes juniors (avec Andris Lotsmelis, Martin Palis et Sergei Agupov)
- 1981
  -  Médaillé d'argent de la poursuite individuelle amateurs
  - 2e du championnat d'URSS de poursuite par équipes de deux coureurs (avec Vitali Petrakov)
  - 3e du championnat d'URSS de poursuite individuelle
- 1983
  -  Médaillé de bronze de la poursuite individuelle amateurs
  - 3e du championnat d'URSS de poursuite par équipes

## Palmarès sur route
- 1982
  - 3e du Tour de Turquie
- 1983
  - Tour de Basse-Saxe :
    - Classement général
    - 3e (contre-la-montre par équipes) et 4e étapes